# Elena Giurcă
Elena Giurcă   (Bucarest, 11 de gener de 1946 - valor desconegut, setembre 2013) fou una remadora romanesa que va competir durant les dècades de 1960 i 1970.
El 1976 va prendre part en els Jocs Olímpics d'Estiu de Mont-real on guanyà la medalla de bronze en la competició del quàdruple scull amb timoner del programa de rem. Formà equip amb Maria Micșa, Ioana Tudoran, Felicia Afrăsiloaie i Elisabeta Lazăr i fou la primera medalla olímpica de la història del rem femení romanès. Quatre anys més tard, als Jocs de Moscou, fou quarta en la mateixa prova.
En el seu palmarès també destaquen dues medalles de plata i una de bronze al Campionat del món de rem, el 1974 i 1977, i una medalla de bronze al Campionat d'Europa de rem.
El 1969 es va graduar en filologia anglesa per la Universitat de Bucarest, i posteriorment fou professora d'anglès en una acadèmia militar. Va morir als 67 anys després de la cirurgia d'un aneurisma cerebral.